# زولتان كوفاتش (لاعب رماية)
زولتان كوفاتش (بالمجرية: Kovács Zoltán)‏ هو لاعب رماية مجري، ولد في 2 يناير 1964 في بودابست في المجر.

## وصلات خارجية
- زولتان كوفاتش على موقع الاتحاد الدولي (الإنجليزية)
- زولتان كوفاتش على موقع أوليمبيديا (الإنجليزية)
- زولتان كوفاتش على موقع اللجنة الأولمبية المجرية (الهنغارية)